# یوکا یامازاکی
یوکا یامازاکی (انگلیسی: Yamazaki Yuka؛ زادهٔ ۲۹ ژوئن ۱۹۸۰) بازیکن فوتبال است که در تیم ملی فوتبال زنان ژاپن بازی کرده‌است.